# Jacobsthal-Reliefs

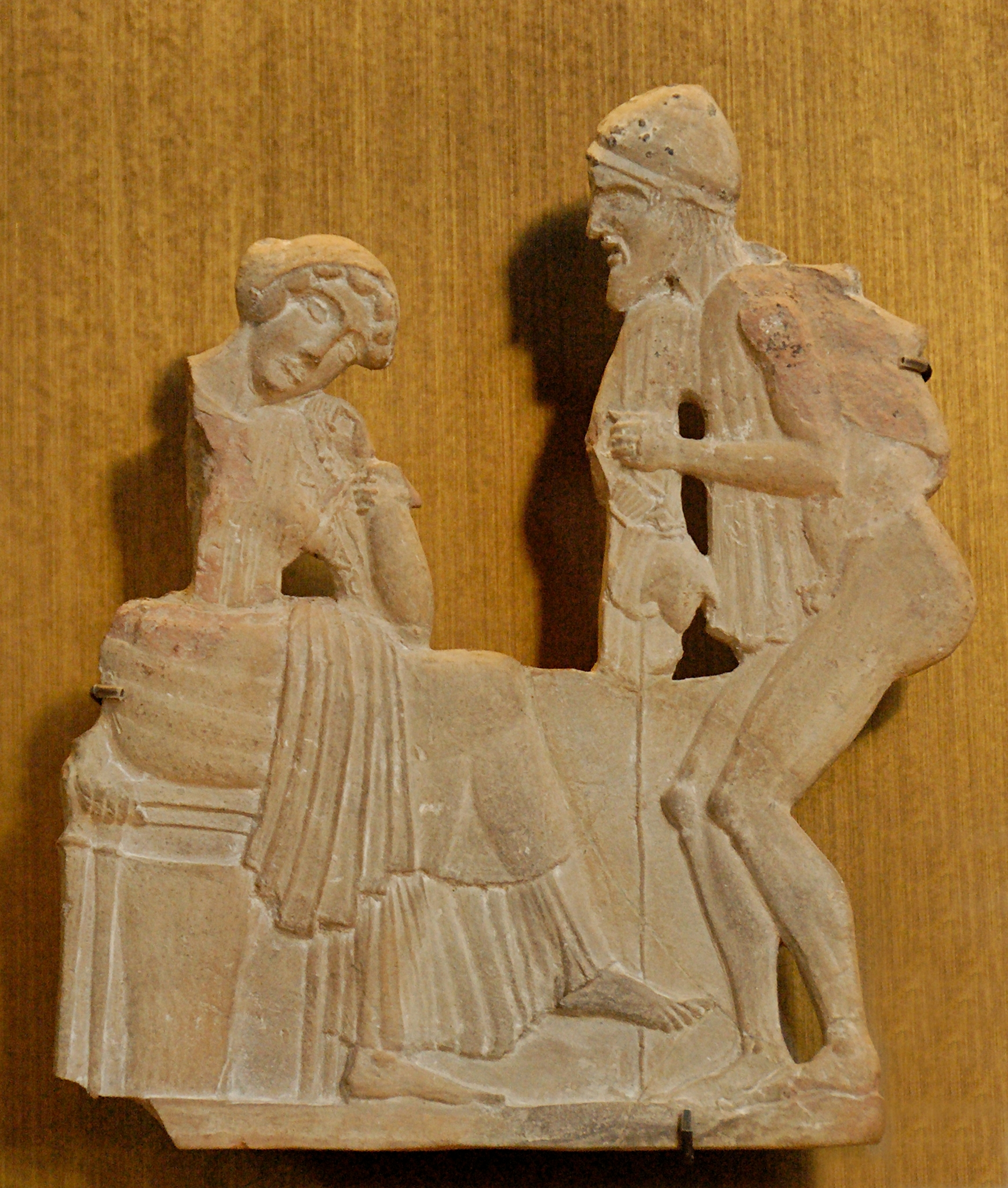
Odysseus und Penelope, Melisches Relief

Jacobsthal-Reliefs, auch Melische Reliefs oder Melische Tonreliefs, wird eine Gattung von dünnen Tonplatten genannt, die im Schnitt 11 × 14 cm groß sind und auf der Vorderseite ein Relief zeigen, das in einer Matrize geformt wurde. Sie wurden erstmals von Paul Jacobsthal umfassend untersucht, der in der Annahme, die gesamte Gruppe sei auf der griechischen Insel Melos gefertigt, die Bezeichnung Melische Reliefs prägte. Durch eine Neuuntersuchung stellte sich heraus, dass nur ein kleiner Teil der Reliefs von Melos stammt, deshalb gilt der Begriff Melische Reliefs inzwischen als veraltet. Auf Vorschlag von Florian Stilp und zu Ehren Paul Jacobsthals wird die Gruppe heute meist als Jacobsthal-Reliefs bezeichnet.
Es sind bis heute ca. 110 Exemplare bekannt, deren Herkunftsorte der Reliefs sich über die gesamte griechische Welt erstrecken. Ein Teil stammt von Melos, die Zentren sind jedoch die Insel Ägina sowie Athen und Attika. Weitere Fundorte reichen von Sizilien bis nach Kleinasien. Die Reliefs waren einst bemalt und datieren in das 5. Jahrhundert v. Chr. Ihr einstiger Verwendungszweck ist unklar. Sie haben meist Löcher, waren also auf andere Objekte angenagelt. Vielleicht zierten sie einst Möbel. Ihre Verbreitung zeigt, dass sie gerne exportiert wurden. Der Produktionszeitraum der Reliefs wird nach aktuellen Erkenntnissen zwischen 500 und 440 v. Chr. datiert. (Jacobsthal datierte das Ende der Produktionszeit etwas später – um 420 v. Chr. – und nahm einen Zusammenhang mit der Eroberung der Insel Melos durch Athen im Peloponnesischen Krieg an.)
Die Reliefs zeigen ein weites Spektrum an Motiven. Es gibt Szenen aus dem Alltagsleben und Szenen aus der griechischen Mythologie, wobei die olympischen Gottheiten keine große Rolle spielten. Gut belegt sind Bellerophon, Perseus und die Meduse, beliebt sind auch die Ilias und Odyssee. Die Reliefs variieren stark im Stil und der Qualität. Sie zeigen wenig Plastizität.